# 道の駅たばやま

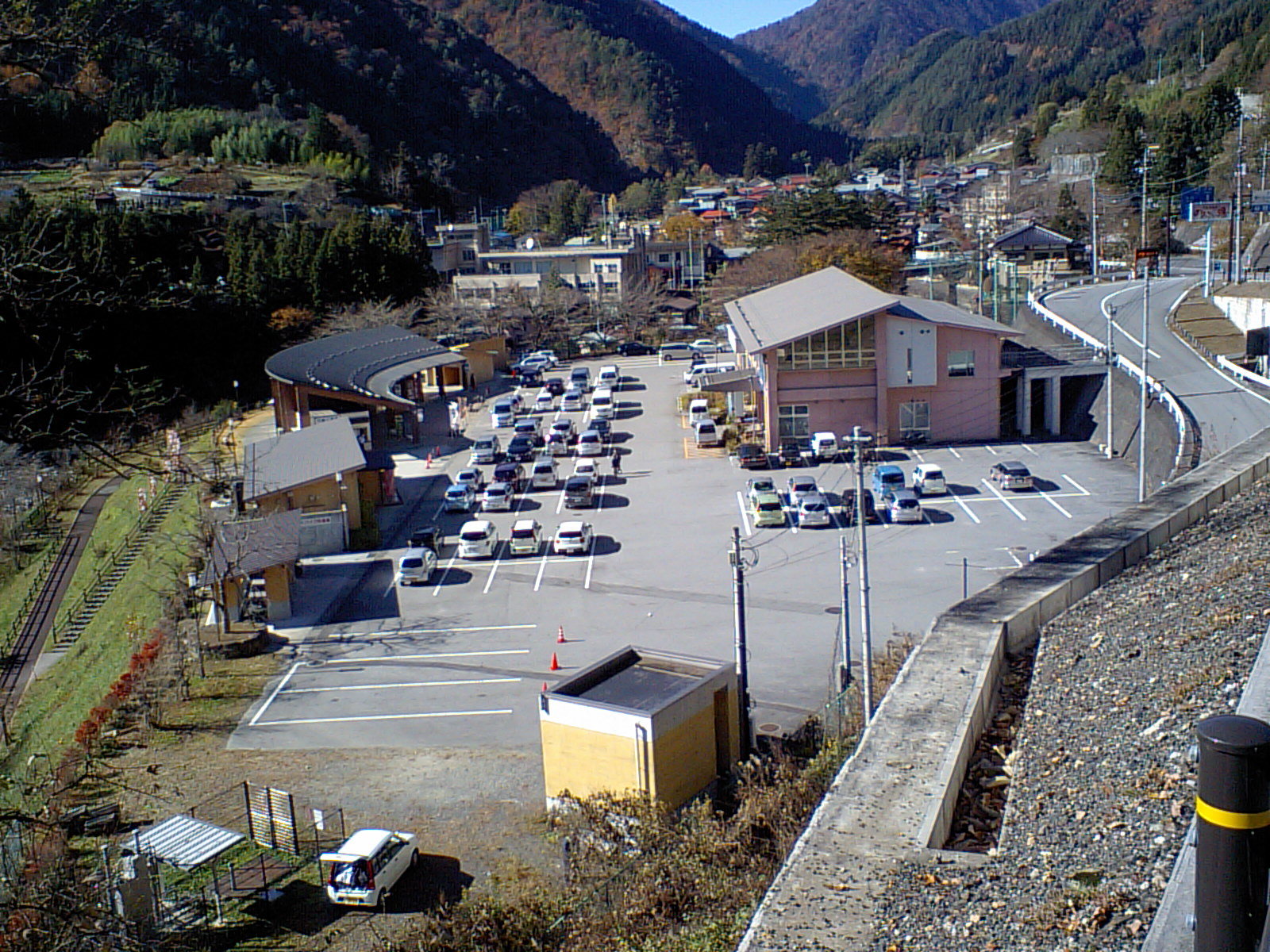
全景（道の駅右側の建物は「高齢者生活福祉センター」。のめこい湯は左手の丹波川を吊り橋で渡った対岸にある。）

道の駅たばやま（みちのえき たばやま）は、山梨県北都留郡丹波山村にある国道411号の道の駅である。
2009年（平成21年）4月22日に、もともと存在した村営・丹波山温泉「のめこい湯」（単純硫黄泉）の施設に、直売施設・食堂等をリニューアルして道の駅に登録した施設である。

## 施設
- 二輪車用・乗用車用・身障者乗用車用・大型バス用駐車場
- 農林産物直売所
- 軽食堂R411
- 観光案内所
- 大型トイレ
- 障害者用トイレ
- 単純硫黄泉「のめこい湯」

## 休館日
- 毎週木曜日

## 周辺
- 山梨県道18号上野原丹波山線
- 丹波山村役場
- 丹波山村立丹波小学校
- 丹波山村立丹波中学校
- 丹波山郵便局
- 丹波山ローラーすべり台
- 丹波天平
- 丹波川
- 西東京バス「のめこい湯」バス停